# 효용 극대화
효용 극대화(效用極大化, utility maximization)는 소비자가 마주하는 문제이다: "내 효용을 극대화하기 위해 내 돈을 어떻게 소비하는 것이 좋은가?"

## 개요
사람이 경제원칙에 따라 행동을 취할 때에 그 행동은 필연적으로 극대화될 수밖에 없을 것이다. 물론 행동의 목적이 생산인가 또는 소비인가에 따라서 행동의 주체가 달라지고 또한 각각의 주체가 극대화하려는 대상도 상이하게 될 것이다. 생산행동의 주체는 기업가(企業家)이며 이는 재화를 생산함으로써 얻은 이윤(利潤)을 극대로 하려고 한다. 이에 대하여 소비행동의 주체는 소비자이며 그들이 극대의 대상으로 삼고 있는 것은 각종 재화의 구입에서 얻는 만족의 크기이다. 전자의 행동에는 이른바 영리원칙(營利原則)이 작용하고, 후자에는 욕망충족의 원리가 작용하지만 그러나 그 행동의 근본 원칙에는 다름이 없다. 지금 어떤 소비자가 이 극대행동에 입각하여 소비계획을 세울 때에 그는 지출배분(支出配分)을 어떻게 결정하는가에 대하여 생각해 보기로 하자. 먼저 그에게는 선택의 대상인 상품의 종류와 그 가격 및 그가 자유재량으로 할 수 있는 화폐액, 즉 화폐소득(貨幣所得)은 결정된 것이라 전제한다. 그에게 있어서 문제는 이 일정한 소득을 가지고 지출배분을 어떻게 결정하면 최대의 만족을 얻는가 하는 것이다. 이 문제에 대해서 마셜(Alfred Marshal 1842 1924)을 비롯하여 일반적으로 주관주의 경제학자들에 의하여 보급된 일정한 해석이 있다.
먼저 소비자는 그들이 구입하는 여러 상품에서 일정량의 주관적 만족, 즉 이용 또는 효용을 획득한다. 이 효용은 획득한 상품의 수량과 함수관계에 있어 일반적으로 획득한 상품량의 증가와 함께 체증(遞增)하는 것이다. 그러나 획득 상품량의 증가와 더불어 그 최종의 한 단위의 효용은 체감(遞減)한다. 관점을 달리하여 이것을 상품 획득을 위해 사용되는 소득 단위에 표현한다면 소비자가 어떤 상품의 획득에 쓰여지는 소득의 단위수가 많으면 많을수록 그 최종의 한 단위 즉 한계단위가 가지는 효용은 감소해 간다(한계효용체감의 법칙). 이상의 전제에 있어서 소비자의 최대 만족이란 각 용도에 배분한 지출비용 단위가 가지고 오는 한계효용이 균등한 경우에만 획득될 수밖에 없을 것이다 이른바 ‘한계효용균등의 법칙’이 이것이다. 소득의 이와 같은 지출배분이 최대의 만족을 얻을 수 있는 배분이라 하는 이유는 우리가 그것과 다른 배분을 생각해 보면 곧 명백해진다. 즉 소득을 각 용도에 배분하여 각종 상품의 각각 양의 획득에 할당하고서, 어떤 용도에 있어서 소득 단위의 한계효용이 다른 한계효용보다 적다고 가정해 보자. 이 경우에 그 소비자는 적은 한계효용을 가지고 오는 소득단위를 보다 큰 한계효용을 가지고 오는 용도로 대체하는 편이 유리하다. 이와 같은 용도의 변경은 오로지 각 용도에 소득단위의 한계효용이 균등하게 될 때에야 비로소 중지하게 될 것이다. 이 한계효용균등의 법칙을 획득되는 각 재화의 효용이란 견지로 바꾸어 말한다면 최대 만족에 있어서 각 재화의 효용은 각각의 가격에 비례한다고 하는 이른바 ‘가격비례의 법칙’이 성립되는 것이다(또는 가중한계효용균등의 법칙).
이상이 소비자의 극대행동 아래서 소비계획을 하는 방식을, 효용의 함수관계에 의하여 설명한 것이다. 한편 생산자의 극대행동은 생산계획을 통하여 관철되며, 그것은 생산의 함수관계 또는 생산비의 함수관계로서 설명할 수 있고 또한 그 설명도 많은 유사점이 있다. 즉 효용의 함수관계로서 부여된 상품의 가격을 생산의 함수관계에 있어서는 생산요소의 가격이라 하겠고 한계효용에 대응하는 개념은 한계생산력이며 ‘한계효용체감의 법칙’은 ‘한계생산력체감의 법칙’으로 바꿀 수가 있다. 효용의 함수관계에서 최대만족을 얻는 경우에 한계효용이 가격에 비례한다고 하는 법칙은 생산의 함수관계에서 이윤극대가 실현되는 균형상태에 있어서는 요소 각자의 가격이 그 한계생산력과 같다고 하는, 이른바 가치 귀속의 원리로서 나타난다. 극대행동이 이처럼 한계 분석과 결부되는 것은 수학적으로 보아 지극히 당연한 일인지도 모르겠다. 왜냐하면 한계량으로써 연속적인 변화를 따라 미분법을 적용할 수 있고 그리하여 극대(또는 극소)의 조건을 구한다는 일이 가능하기 때문이다. 한계분석이 경제이론의 기초에 놓이게 된 것은 멩거(Carl Menger 1840 1921)를 시조로 하는 오스트리아 학파에서 비롯되었으며, 그 이전의 고전학파에서는 리카도(David Ricardo 1772 1823)의 지대론(地代論)에서 빌어온 평균분석에 따른 것이 고작이었을 뿐이다. 근대경제학의 발달은 한계분석에 의한 바가 크고, 우리는 이 한계원리가 등장한 1870년대를 칭하여 한계혁명(限界革命)이라 한다.

## 같이 보기
- 이윤 극대화
- 효용함수
- 수요의 법칙
- 한계효용